# Phyllanthus acutissimus
Phyllanthus acutissimus är en emblikaväxtart som beskrevs av Friedrich Anton Wilhelm Miquel. Phyllanthus acutissimus ingår i släktet Phyllanthus och familjen emblikaväxter. Inga underarter finns listade i Catalogue of Life.